# Dieter Dierks
Dieter Dierks   (Stommeln, 9 de febrer de 1943) és un productor alemany més conegut per la col·laboració amb el grup de rock Scorpions.

## Joventut
Va néixer a Stommeln, Alemanya, fill d'una mare jueva i un pare catòlic. Va estar darrere del grup Scorpions, des de 1975 al 1990. Va començar com a actor, però després va esdevenir com a enginyer de so i productor de gravacions.

## Dierks Studios
És propietari de la famosa Dierks Studios, (estudis de vídeo i so) ubicat a prop de Colònia, Alemanya. Han sigut molts els artistes i grups que han passat pels seus estudis com pot ser: Accept, Michael Jackson, Tina Turner, Twisted Sister, Scorpions, Timothy Leary, Die Toten Hosen, Rory Gallagher, Tangerine Dream i molts més.

## Krautrock
Dieter Dierks va començar la seva carrera musical amb els grups de: Hush, Ash Ra Tempel, Nektar (part del projecte Cosmic Jokers) i Tangerine Dream, i aviat va esdevenir com una figura del gènere musical "Krautrock".

## Scorpions
En Dieter va trobar una forta passió pel Heavy Metal, quan ell i la seva ex-dona, Corina Fortmann, van descobrir als encara desconeguts "Scorpions". (SCORPIONS van publicar sense en Dierks dos LPs: Lonesome Crow i Fly to the Rainbow) El 1975 va produir el seu primer àlbum: In Trance, llavors Virgin Killer (1976), Taken by Force (1978), Tokyo Tapes (1978), Lovedrive (1979), Animal Magnetism (1980), Blackout (1982), Love at First Sting (1984), World Wide Live (1985) i Savage Amusement (1988). Scorpions va esdevenir aleshores el grup més famós de tots els temps d'Alemanya, tenint un èxit mundial i obtenint diversos Or i Platinum dels seus discs més destacats.

## Altres produccions
Dieter Dierks també va produir un àlbum de Twisted Sister i diversos d'Accept i Nino de Angelo. El 2005, va tornar a la producció de música quan l'antic mànager de Michael Jackson, Dieter Wiesner, el va convèncer en promocionar Nisha Kataria. La producció del seu primer àlbum es va finalitzar el novembre del 2005.

## La invenció del DVD-plus
El 1990, juntament amb Scorpions es va provar una nova tecnologia, anomenada DVDplus, que va provocar una sèrie de crítiques al voltant de la semblança de format DVD.

## Vida privada
S'ha casat dues vegades i té quatre fills. El seu fill, Michael Dierks és un actor i la seva filla, Dominique Schilling és escriptora, vivint a Los Angeles. La filla gran, Michaela Dierks és una promotora d'artistes en la música i la televisió i el fill més petit, en Julien Freundt, és un Breakdancer. El seu antic cunyat, en Thomas Fortmann, és un compositor suís.

## Treballs realitzats com a productor i enginyer de so
| - 1969 - Ihre Kinder / Ihre Kinder - 1969 - Various Artists / Atlantic Jazz Fusion - 1970 - Orange Peel / Orange peel - 1970 - Hairy Chapter / Eyes - 1971 - Hairy Chapter / Can't get through - 1971 - Dull Knife / Electric Indian - 1971 - Embryo / Embryo's Rache - 1971 - Epsilon / Move On - 1971 - Frame / Frame of Mind - 1971 - Gila / Free Electric Sound - 1971 - Rufus Zuphall / Phallobst - 1971 - Tangerine Dream / Alpha Centauri - 1971 - Witthueser und Westrupp / Trips und Traeume - 1971 - Wallenstein / Blitzkrieg - 1972 - Message / The Dawn anew is coming - 1972 - Emtidi / Saat - 1972 - Ash Ra Tempel / Schwingungen - 1972 - Ash Ra Tempel / Seven Up - 1972 - Wallenstein / Mother Universe - 1972 - Demon Thor / Anno * 1972 - 1972 - Hoelderlin / Hoelderlins Traum - 1972 - Jeronimo / Time Ride - 1972 - Jerry Berkers / Unterwegs - 1972 - Nektar / A Tab in the Ocean - 1972 - Nektar / Journey to the Centre of the Eye - 1972 - Midnight Circus / Midnight Circus - 1972 - Pell Mell / Marburg - 1972 - Tangerine Dream / Zeit - 1972 - Twenty Sixty Six & Then / Reflections of the Future - 1972 - Walpurgis / Queen of Saba - 1972 - Wind / Morning - 1972 - Witthueser und Westrupp / Bauer Plath - 1972 - Electric Sandwich / Electric Sandwich - 1973 - Tangerine Dream / Atem - 1973 - Wallenstein / Stories, Songs & Symphonies - 1973 - Ash Ra Tempel / Join Inn - 1973 - Ash Ra Tempel / Starring Rosi - 1973 - Embryo / Rocksession - 1973 - Floh de Cologne / Geier Symphonie - 1973 - Jane / Here we are - 1973 - Lily / V.C.U. - 1973 - Message / From Books and Dreams - 1973 - Nektar / Sounds like this - 1973 - Passport / Handmade - 1973 - Walter Wegmueller / Tarot - 1974 - Birth Control / Live - 1974 - Cosmic Jokers / Cosmic Jokers - 1974 - Cosmic Jokers / Planeten Sit-In - 1974 - Cosmic Jokers / Galactic Supermarket - 1974 - Cosmic Jokers / Sci-Fi Party - 1974 - Demon Thor / Written in the Sky - 1974 - Eric Burdon Band / Sun Secrets - 1974 - Sergius Golowin / Lord Krishna von Goloka - 1974 - Grobschnitt / Ballermann - 1974 - Passport / Looking Thru - 1974 - Passport / Cross-Collateral - 1974 - Popol Vuh / Seligpreisung | - 1974 - Santiago / New Guitar - 1975 - Omega / Omega - 1975 - Tea / The Ship - 1975 - Eric Burdon Band / Stop - 1975 - Scorpions / In Trance - 1976 - Scorpions / Virgin Killer - 1976 - Schicke Fuehrs Froehling / Symphonic Pictures - 1976 - Jackie Carter / Treat me like a Woman - 1976 - Lady / Lady - 1976 - Passport / Infinity Machine - 1976 - Tea / Tax Exile - 1977 - Schicke Fuehrs Froehling / Sunburst - 1978 - Nektar / Down the Ears - 1978 - Galaxy / Nature's Clear Well - 1978 - Schicke Fuehrs Froehling / Ticket to Everywhere - 1978 - Scorpions / Taken by Force - 1978 - Scorpions / Tokyo Tapes - 1979 - Scorpions / Lovedrive - 1979 - Scorpions / The Best of the Scorpions - 1980 - Scorpions / Animal Magnetism - 1981 - Rory Gallagher / Jinx - 1982 - Plasmatics / Coup d'Etat - 1982 - Revolver / First Shot - 1982 - Scorpions / Black Out - 1983 - Accept / Balls to the Wall - 1984 - Scorpions / Love at First Sting - 1984 - Scorpions / Love at First Sting (Clean Version) - 1984 - Black N'Blue / Black N'Blue - 1984 - Scorpions / Living for Tomorrow/Bad Boys Running Wild - 1985 - Accept / Metal Heart - 1985 - Scorpions / World Wide Live - 1985 - Twisted Sister / Come Out and Play - 1988 - Scorpions / Savage Amusement - 1989 - Accept / Eat the Heart - 1990 - New Legend / New Legend - 1996 - Diversos artistes / Bordello of Blood (banda sonora) - 1997 - Scorpions / Deadly Sting: The Mercury Years - 1997 - Scorpions / Deadly Sting: The Mercury Years (versió polida) - 1998 - Diversos artistes / Geffen Vintage 80's Presents: It Rocks - 1998 - Klaus Doldinger / Cross Collateral - 1998 - Diversos artistes / Heard it on the Radio: FM Hits, Vol.1 - 1999 - Diversos artistes / Jawbreaker (banda sonora) - 2000 - Scorpions / In Trance / Virgin Killer (re-publicació) - 2000 - Michael Schenker / Into the Arena * 1972-* 1995 (Highlights & Overtures) - 2001 - Diversos artistes / Heart of Metal, Vol.2 - 2001 - Scorpions / * 20th Century Masters: The Millennium Collection - 2001 - Black N'Blue / Ultimate Collection - 2002 - Scorpions / Bad for Good: The Very Best of Scorpions - 2002 - Tangerine Dream / Alpha Centaury (cançó extra) - 2002 - Diversos artistes / Like, Omigod! The 80's Pop Culture Box (Totally) - 2003 - Tangerine Dream / Atem (remasteritzat) - 2003 - Scorpions / Ballads (DVD extra) - 2004 - Scorpions / Box of Scorpions - 2004 - Accept / Metal Hearts (cançó extra a França) - 2004 - Nektar / Journey to the Centre (cançó extra) - 2004 - Nektar / Tab in the Ocean (cançó extra) - 2004 - Accept / Eat the Heat (cançó extra) - 2005 - Nisha Kataria / If You Want to Be Mine |